# Jurassic / Cretaceous
Jurassic / Cretaceous è un singolo del gruppo musicale tedesco The Ocean, pubblicato il 1º luglio 2020 come primo estratto dal nono album in studio Phanerozoic II: Mesozoic / Cenozoic.

## Descrizione
Con i suoi circa tredici minuti e mezzo di durata risulta essere il brano più lungo all'interno del disco, nonché quello caratterizzato da una maggiore dinamica sonora grazie ai svariati elementi musicali in esso presenti, tra cui una sezione di ottoni e una centrale interamente dominata dai sintetizzatori di Peter Voigtmann. Musicalmente risulta suddiviso in due parti distinte: la prima più aggressiva con un ritornello in screaming e la seconda più riflessiva e melodica, che ritorna pesante nel finale.

Il testo, pur citando i periodi del Giurassico e del Cretacico, trae maggiore ispirazione dal film Melancholia di Lars von Trier, come spiegato dal chitarrista Robin Staps:
Jurassic / Cretaceous ha inoltre visto la partecipazione vocale di Jonas Renkse, frontman dei Katatonia, con il quale gli Ocean avevano già collaborato alla realizzazione del singolo del 2018 Devonian: Nascent.

## Tracce
Testi di Robin Staps e Jonas Renkse, musiche di Robin Staps.
1. Jurassic / Cretaceous – 13:24

## Formazione
Hanno partecipato alle registrazioni, secondo le note di copertina di Phanerozoic II: Mesozoic / Cenozoic:
Gruppo
- Loïc Rossetti – voce
- Paul Seidel – batteria
- Mattias Hägerstrand – basso
- Peter Voigtmann – sintetizzatore, campionatore
- Robin Staps – chitarra, arrangiamento
- David Ramis Ahfeldt – chitarra

Altri musicisti
- Fritz Mooshammer – tromba e corno
- Andrej Ugoljew – trombone
- Vincent Membrez – pianoforte
- Jonas Renkse – voce

Produzione
- Robin Staps – produzione, registrazione chitarre e basso, ingegneria del suono aggiuntiva
- Julien Fehlmann – registrazione batteria
- David Åhfeldt – registrazione chitarre e basso
- Robin Staps – registrazione chitarre e basso, ingegneria del suono aggiuntiva
- Chris Edrich – ingegneria del suono aggiuntiva
- Jens Bogren – missaggio
- Tony Lundgren – mastering

## Versione diPhanerozoic Live
Il 2 novembre 2021 gli Ocean hanno pubblicato una versione dal vivo di Jurassic / Cretaceous come secondo singolo estratto dal primo album dal vivo Phanerozoic Live.
L'esibizione del brano proviene dall'evento online Roadburn Redux, durante il quale il gruppo ha eseguito Phanerozoic II: Mesozoic / Cenozoic per la prima volta dal vivo.

### Tracce
Testi di Robin Staps e Jonas Renkse, musiche di Robin Staps.
1. Jurassic / Cretaceous (Live at Roadburn Redux) – 13:20

### Formazione
Hanno partecipato alle registrazioni, secondo le note di copertina di Phanerozoic Live:
Gruppo
- Loïc Rossetti – voce
- Paul Seidel – batteria, voce
- Peter Voigtmann – tastiera, percussioni
- Mattias Hägerstrand – basso
- David Ahfeldt – chitarra
- Robin Staps – chitarra, voce

Produzione
- Chris Edrich – registrazione, missaggio audio
- Pierrick Noel – mastering